# Лассе Нільсен
Лассе Нільсен (дан. Lasse Nielsen, нар. 8 січня 1988, Ольборг) — данський футболіст, захисник турецького клубу «Гезтепе».

## Клубна кар'єра
У дорослому футболі дебютував 2006 року виступами за «Ольборг».

## Виступи за збірні
2007 року дебютував у складі юнацької збірної Данії, взяв участь у 3 іграх на юнацькому рівні.
Протягом 2006–2011 років залучався до складу молодіжної збірної Данії. На молодіжному рівні зіграв у 18 офіційних матчах, забив 2 голи.
15 серпня 2012 року дебютував в офіційних матчах у складі національної збірної Данії в програній товариській грі проти збірної Словаччини (1-3). Наразі цей матч є єдиним для гравця у футболці збірної.
| Дата      | Місто  | Господарі | Результат | Гості      | Турнір           | Голи | Примітки |
| --------- | ------ | --------- | --------- | ---------- | ---------------- | ---- | -------- |
| 15-8-2012 | Оденсе | Данія     | 1 – 3     | Словаччина | товариський матч | -    | 75'      |
| Усього    |        | Матчів    | 1         |            | Голів            | 0    |          |

## Досягнення
- Чемпіон Данії (1):

«Ольборг»: 2013-14
- Володар Кубка Данії (1):

«Ольборг»: 2013-14
- Чемпіон Бельгії (1):

«Гент»: 2014-15
- Володар Суперкубка Бельгії (1):

«Гент»: 2015
- Чемпіон Швеції (3):

«Мальме»: 2017, 2020, 2021
- Володар Кубка Швеції (1):

«Мальме»: 2021-22